# Stefanesia
Stefanesia is een geslacht van hooiwagens uit de familie Gonyleptidae.
De wetenschappelijke naam Stefanesia is voor het eerst geldig gepubliceerd door H. E. M. Soares & B. A. Soares in 1988. 

## Soorten
Stefanesia is monotypisch en omvat slechts de volgende soort:
- Stefanesia avramae